# New Yorker (firma)
New Yorker je mezinárodně působící německá oděvní společnost se sídlem v Braunschweigu.

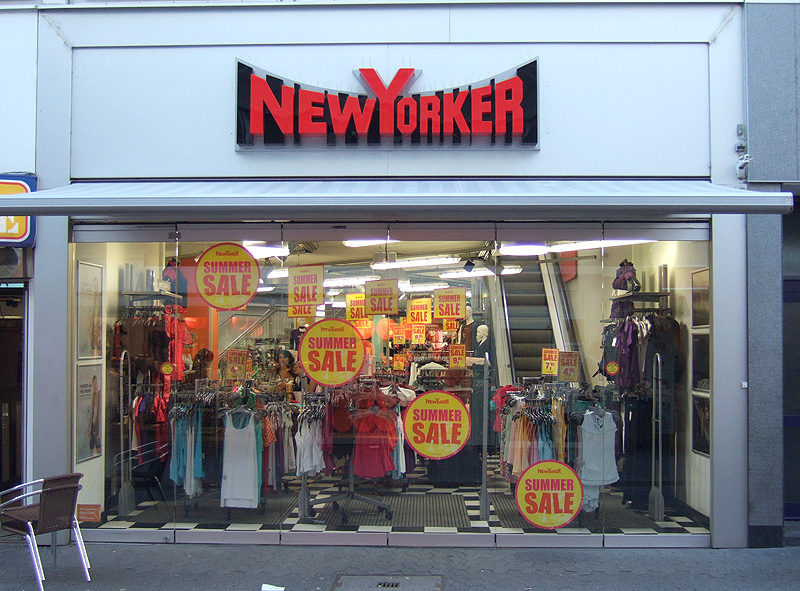
prodejna NewYorker

New Yorker má více než 1200 obchodů ve 47 zemích a patří mezi největší prodejce oděvů v Evropě. Dnes působí v Evropě, V Severní Africe, na Blízkém Východě i v Asii. Společnost otevřela první prodejnu v německém Flensburgu v roce 1971. Dnes zaměstnává okolo 23 000 lidí na plný nebo částečný úvazek a každý měsíc zaznamenává více než 4 miliony zákazníků. V poslední době společnost prudce vzrostla, čemuž napomohla i úspěšná expanze po Evropě.

## Sortiment
New Yorker prodává modu pro mladé, džíny, sportovní oblečení, doplněné doplňky a spodním prádlem. Jednotlivé oblečení je zcela z vlastních značek.

### Značky New Yorker
Kolekce odráží jednotlivé roční období, i módní trendy.